# Kenny Harrison
Kerry Lorenzo (Kenny) Harrison (ur. 13 lutego 1965 w Milwaukee) – amerykański lekkoatleta, trójskoczek.
Na Igrzyskach Olimpijskich w Atlancie 27 lipca 1996 zdobył złoty medal. Ustanowił wówczas swój rekord życiowy (18,09 m), który jest do tej pory rekordem olimpijskim. W 1991 w Tokio został mistrzem świata. Do jego osiągnięć należy również dwa złote medale Igrzysk Dobrej Woli (1990, 1994). Czterokrotnie był mistrzem USA na otwartym stadionie (1990, 1991, 1996, 1997) i dwukrotnie w hali (1990, 1995). Kontuzja uniemożliwiła mu start na Igrzyskach w Barcelonie (1992). Na mistrzostwach świata w 1993 w Stuttgarcie zajął 10. miejsce, a na mistrzostwach świata w 1997 w Atenach 9. miejsce.  

## Rekordy życiowe
- trójskok – 18,09 (1996) - aktualny rekord olimpijski i przez 19 lat rekord Ameryki Północnej, 4. wynik w historii światowej lekkoatletyki
- trójskok (hala) – 17,46 (1990)